# Sitalcicus
Genre
Synonymes
- Sitalces Simon, 1879 nec Stål 1878

Sitalcicus est un genre d'opilions laniatores de la famille des Podoctidae.

## Distribution
Les espèces de ce genre se rencontrent aux Seychelles et à La Réunion.

## Liste des espèces
Selon World Catalogue of Opiliones (06/07/2021) :
- Sitalcicus gardineri (Hirst, 1911)
- Sitalcicus incertus Rambla, 1984
- Sitalcicus novemtuberculatus (Simon, 1879)

## Publications originales
- Roewer, 1923 : Die Weberknechte der Erde. Systematische Bearbeitung der bisher bekannten Opiliones. Gustav Fischer, Jena, p. 1-1116 (texte intégral).
- Simon, 1879 : « Essai d'une classification des Opiliones Mecostethi. Remarques synonymiques et descriptions d'espèces nouvelles. Première partie. » Annales de la Société Entomologique de Belgique, vol. 22, p. 183–241 (texte intégral).